# Diarilmetano
Diarilmetano é a estrutura básica de compostos químicos orgânicos, especialmente corantes, com a estrutura C6H5-C(=R)-C6H5, onde R é outro grupo, podendo este ser um anel aromático, um radical amino (como no caso da auramina O), etc. São compostos relacionados ao difenilo. 
Corantes diarilmetanos são os corantes derivados desta estrutura, como a auramina O, obtidos através da benzilação.

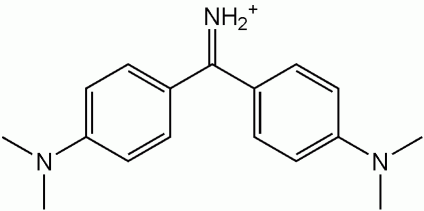
Estrutura da auramina O.